# السمنة في تايلاند
السمنة في تايلاند صنفت كمصدر رئيسي للقلق الصحي، حيث يعاني 32% من السكان من زيادة الوزن و9% يعانون من السمنة. بالإشارة إلى بيانات منظمة الصحة العالمية لعام 2016، فإن تايلاند لديها واحدة من أعلى معدلات الإصابة بالمواطنين الذين يعانون من زيادة الوزن في منطقة جنوب شرق آسيا، بعد ماليزيا فقط. وجدت مسوحات الفحص الصحي الوطني التايلاندي أن السمنة في تايلاند تضاعفت بأكثر من الضعف خلال الفترة 1991-2014. وقد نُسب هذا الارتفاع في مستويات السمنة إلى حد كبير إلى زيادة الوصول إلى الوجبات السريعة، والتحول غير الصحي من أنماط الحياة النشطة إلى أنماط الحياة المستقرة. ترتبط هذه العوامل ارتباطًا وثيقًا بالنمو الاقتصادي في البلاد.

## تصنيف السمنة
الطريقة المعترف بها دوليا لقياس السمنة هي من خلال مؤشر كتلة الجسم (BMI). وفقا لمنظمة الصحة العالمية، فإن الشخص الذي يعاني من زيادة الوزن لديه مؤشر كتلة الجسم ≥25. الشخص المصاب بالسمنة لديه مؤشر كتلة الجسم ≥30. مع ذلك، في حين تم استخدام معيار منظمة الصحة العالمية دوليًا، فقد أظهرت الدراسات أنه قد لا يكون دقيقًا لتصنيف السمنة في السياق الآسيوي بسبب اختلاف نسب الدهون في الجسم وتركيب الجسم. بدلاً من ذلك، ينبغي استخدام معيار بديل. كما اقترحت الجمعية الدولية لدراسة السمنة وفريق العمل الدولي للسمنة (IOTF) في عام 2000،  فإن معيار المكتب الإقليمي لغرب المحيط الهادئ أكثر ملاءمة للسكان الآسيويين. وفقًا لـلمكتب فإن الشخص الذي يعاني من زيادة الوزن لديه مؤشر كتلة الجسم ≥ 23. الشخص المصاب بالسمنة لديه مؤشر كتلة الجسم ≥25.

## انتشار السمنة بين السكان التايلانديين
ووفقا لمنظمة الصحة العالمية، فإن مستويات الوزن الزائد والسمنة في تايلاند تتزايد باطراد على مر السنين. ارتفعت نسبة البالغين الذين يعانون من زيادة الوزن أو السمنة من 8.6% في عام 1975 إلى 32.6% في عام 2016.

### البالغون التايلانديون
في عام 2004، أجريت دراسة شملت 3220 شخصاً بالغاً تتراوح أعمارهم بين 20 و59 عاماً. وُجِد أن مستويات الوزن الزائد والسمنة المعدلة حسب العمر بلغت 28.3% و6.8% على التوالي. باستخدام معيار المكتب الإقليمي، أظهرت نتائج مسح استهلاك الغذاء التايلاندي (TFCS) في عام 2005 أن معدل انتشار الوزن الزائد والسمنة بين البالغين التايلانديين الذين تتراوح أعمارهم بين 19 عامًا فأكثر تجاوز 40%. تشير التقديرات إلى أن 17.1% من المشاركين في الاستطلاع يندرجون تحت تصنيف زيادة الوزن (مؤشر كتلة الجسم 23.0 – 24.9)، و19.0% يندرجون تحت تصنيف السمنة من الدرجة الأولى (مؤشر كتلة الجسم 25.0 – 29.9)، و4.8% يندرجون تحت تصنيف السمنة من الدرجة الثانية (مؤشر كتلة الجسم ≥ 30.0). كما وجد أن السمنة لها تأثير أكبر على النساء مقارنة بالرجال، حيث بلغت معدلات السمنة وزيادة الوزن مجتمعة 46.1% و35.5% على التوالي. وُجِد أن السمنة تحدث بشكل أكثر شيوعًا في المناطق الحضرية مقارنة بالمناطق الضواحي.
NHES هو مسح وطني يقيس الحالة الصحية للمواطنين التايلانديين. قد صدرت حتى الآن خمسة تقارير على مدى فترة 23 عاماً. وهي في الأعوام 1991، 1996، 2004، 2009 و2014. أظهرت نتائج المسح الذي أجري عام 2009 أن مستويات الوزن الزائد والسمنة مجتمعة بلغت 41% لدى الإناث و28% لدى الذكور. بعد مرور خمس سنوات، أظهر المسح الذي أجري عام 2014 أن معدل انتشار الوزن الزائد والسمنة لدى الإناث ارتفع إلى 43% وارتفع إلى 33% لدى الذكور.
في عام 2011، وجدت منظمة الصحة العالمية أن 32.6% من التايلانديين يعانون من زيادة الوزن، مما يجعل البلاد في المرتبة الثانية من حيث الوزن في جنوب شرق آسيا، مع مستويات سمنة أعلى من الدول الأكثر ثراءً بما في ذلك جمهورية كوريا واليابان وسنغافورة. يتزامن انتشار السمنة في تايلاند مع زيادة تناول المشروبات السكرية. في عام 2010، أفادت التقارير أن متوسط استهلاك المواطن التايلاندي من المشروبات المحلاة بلغ 93.9 لترًا سنويًا. ارتفع هذا الرقم بنسبة 23.8% في عام 2015، ليصل إلى 115.6 لترًا.

### الأطفال والمراهقون
في عام 1992، أجريت دراسة متابعة لمدة خمس سنوات شملت المدارس الابتدائية والثانوية في بلدية هات ياي، جنوب تايلاند. تتبعت هذه الدراسة، التي شملت 2252 طفلاً في المدارس، انتشار زيادة الوزن من الطفولة إلى المراهقة. في الفترة من عام 1992 إلى عام 1997، لوحظ أن 11.8% من الأطفال ظلوا يعانون من زيادة الوزن. خلصت الدراسة إلى أن الأطفال الذين يعانون من زيادة الوزن يواجهون احتمالية أعلى بكثير للإصابة بالسمنة كبالغين، وهم أكثر عرضة للإصابة بأمراض صحية مرتبطة بزيادة الوزن.
بمقارنة نتائج المسح الوطني للصحة الصادر في عام 1996 ومسح وطني منفصل أجري في عام 2001، فقد شهدت مستويات السمنة لدى الأطفال الذين تتراوح أعمارهم بين 2 إلى 12 عامًا ارتفاعًا. ارتفع معدل انتشار السمنة لدى الأطفال في سن ما قبل المدرسة (من سن 2 إلى 5 سنوات) من 5.8% في عام 1996 إلى 7.9% في عام 2001. شهد الأطفال في الفئة العمرية من 6 إلى 12 عامًا زيادة في معدلات السمنة من 5.8٪ إلى 6.7٪. أظهرت البيانات أيضًا أن السمنة كانت مشكلة أكثر انتشارًا بين الأطفال الذين يعيشون في المناطق الحضرية، مقارنة بالمناطق الريفية.
في عام 2003، أجرت مؤسسة الصحة الوطنية مسحًا على الصعيد الوطني. وقد شملت الدراسة 47389 طفلًا من طلاب الصف السادس في المدارس الابتدائية في المناطق الحضرية.  من هذا، وجد أن 16.7% من الأطفال الذين شملهم الاستطلاع كانوا إما يعانون من السمنة أو زيادة الوزن.
في عام 2007، أجريت دراسة مقطعية على مستوى المدرسة لتحديد انتشار السمنة بين الأطفال التايلانديين في منطقة أونجخاراك الريفية. تتبعت هذه الدراسة طول ووزن 1140 طفلاً تتراوح أعمارهم بين 6 إلى 15 عامًا. استندت النتائج على معيار فريق العمل الدولي للسمنة وكشفت عن انتشار مستويات الوزن الزائد والسمنة بنسبة 12.8٪ و 9.4٪ على التوالي.
في عام 2013، أجريت دراسة أخرى في أونجخاراك، لتحديد العلاقة بين السمنة وارتفاع ضغط الدم لدى أطفال المدارس. تمت دراسة ما مجموعه 3991 طالبًا بمتوسط عمر 9.5 سنوات. وكشفت هذه الدراسة أن علامات ارتفاع ضغط الدم كانت أعلى لدى الأطفال المصابين بالسمنة وزيادة الوزن، مقارنة بالأطفال ضمن نطاق الوزن الصحي، بنسبة 49.5٪ و 26.5٪ مقابل 16.2٪ على التوالي. علاوة على ذلك، وجد أن انتشار مستويات الوزن الزائد والسمنة بلغ 13.8٪ و 15.5٪ على التوالي. هذه زيادة عن الدراسة السابقة التي أجريت في عام 2007. أظهرت دراسة العبء العالمي للأمراض خلال الفترة 1980 - 2013 أن السمنة لدى الأطفال في البلدان النامية ارتفعت من 8.1٪ إلى 12.9٪ لدى الأولاد ومن 8.4٪ إلى 13.4٪ لدى الفتيات.

### الرهبان البوذيون
في عام 2006، تم إجراء مسح شمل الرهبان البوذيين والمبتدئين في وسط بانكوك. وأظهرت النتائج أن 35% من المشاركين كانوا معرضين لخطر الإصابة بمشاكل صحية مرتبطة بالسمنة. في العام التالي، أصدر مستشفى بريست تقريراً يوثق انتشار المشاكل الصحية المرتبطة بالسمنة بين الرهبان. أظهرت الدراسة التي أجريت على 17381 راهبًا أن 17.8% منهم مصابون بمرض السكري، و17.1% مصابون بارتفاع ضغط الدم، و13.5% مصابون بفرط شحميات الدم.
وأظهرت دراسة أجرتها جامعة شولالونغكورن في عام 2016 أن معدلات السمنة بين الرهبان بلغت 48%. أظهر حوالي 42% من المشاركين في الاستطلاع ارتفاع مستويات الكوليسترول في الدم، و23% يعانون من ارتفاع ضغط الدم، و10.4% يعانون من مرض السكري. وفي عام 2012 وحده، بلغت تكاليف الرعاية الصحية التي تتحملها الحكومة التايلاندية 8.5 مليون دولار (أو 300 مليون بات).
وفي الآونة الأخيرة في عام 2017، أجرت وزارة الصحة العامة (تايلاند) مسحاً بين الرهبان من 200 معبد في 50 منطقة في بانكوك. كشفت الدراسة عن ارتفاع نسبة الكوليسترول في الدم وارتفاع نسبة السكر في الدم لدى 60% و50% من المشاركين على التوالي.
قد عُزيت السمنة بين الرهبان إلى قلة ممارسة الرياضة والإفراط في التغذية من الأطعمة غير الصحية التي يقدمها المريدين. وفقًا للنظام البوذي، لا يستطيع الرهبان رفض الصدقات المقدمة لهم، والتي تتكون عادةً من أطعمة تحتوي على نسبة عالية من الدهون والسكر. علاوة على ذلك، عادة ما يتجنب الرهبان ممارسة الرياضة لأنها تعتبر شكلاً من أشكال الأنانية.

## مرض السكري وتكاليف السمنة
في بيان أصدرته وزارة الصحة العامة التايلاندية، تم إدراج الأمراض غير المعدية باعتبارها "المشكلة الصحية رقم 1" في البلاد، "سواء من حيث عدد الضحايا أو عبء المرض". كما تم تصنيف مرض السكري أيضًا باعتباره أحد المكونات الرئيسية للأمراض غير المعدية التي تصيب السكان التايلانديين. وبمقارنة البيانات من المسح الوطني للصحة الذي أجري في عامي 2009 و2014، ارتفع معدل انتشار مرض السكري من 6.9% إلى 8.9% (أو زيادة بنحو 300 ألف مواطن سنويًا). اعتبارًا من عام 2017، كان 8.3% من البالغين التايلانديين مصابين بمرض السكري.
بالرجوع إلى سجل الوفيات لدى مكتب إدارة التسجيل بوزارة الداخلية، فقد وجد أن عدد الوفيات المبكرة الناجمة عن الأمراض غير المعدية ارتفع خلال الفترة 2012-2015. على وجه الخصوص، وجد أن الوفيات بسبب مرض السكري ارتفعت من 13.2 إلى 17.8 لكل 100 ألف شخص.
أظهرت دراسة مشتركة أجريت عام 2009 بين برنامج التدخل الصحي وتقييم التكنولوجيا (HITAP) التابع لوزارة الصحة العامة وجامعة ماهيدول أن تكلفة السمنة على النظام الصحي التايلاندي بلغت 404 مليون دولار أو 12 مليار باهت سنويًا. كشف البحث أيضًا أن تكلفة الرعاية الصحية المباشرة للمرضى تمثل 46% (أو 186 مليون دولار) من إجمالي تكاليف السمنة. وشكلت تكاليف الرعاية الصحية غير المباشرة نسبة 54% المتبقية (أو 218 مليون دولار)، مع تكاليف الفرصة المرتبطة بالوفيات المبكرة والتي بلغت 195 مليون دولار وتكاليف الغياب المرتبطة بالمستشفى والتي بلغت 23 مليون دولار.

## ردود الحكومة
على مر السنين، أطلقت الحكومة التايلاندية سلسلة من الحملات الصحية في محاولة لعكس هذا الاتجاه المتزايد للسمنة في البلاد. من عام 2002 إلى عام 2017، استحوذت الحملات التي تهدف إلى تشجيع العادات الصحية بين التايلانديين على 92% من الإنفاق السنوي للصحة في تايلاند.
أظهرت الدراسات أن السمنة لدى الأطفال تميل إلى التسبب في السمنة لدى البالغين. نتيجة لذلك، اقترح الأكاديميون أن الجهود الرامية إلى الحد من الوزن الزائد والسمنة والوقاية منهما يجب أن تبدأ في مرحلة الطفولة.

### أطعمة للأطفال
تم تحديد الوجود القوي لإعلانات الوجبات السريعة على التلفزيون التايلاندي باعتباره السبب الرئيسي في تطور عادات الأكل غير الصحية. في عام 2007، وفي محاولة لعكس هذا الاتجاه، فرضت إدارة الغذاء والدواء التايلاندية (FDA) وقسم العلاقات العامة قيودًا على الإعلانات الغذائية التي تستهدف الأطفال على شاشات التلفزيون في وقت الذروة. لم يُسمح للإعلانات المتعلقة بـ "أطعمة الأطفال" ببث أكثر من 12 دقيقة في الساعة على الشاشة. بالإضافة إلى ذلك، تم حظر ألعاب الوجبات السريعة، وتم وضع ملصق على جميع المنتجات غير الصحية يقول "تناول كميات أقل، ومارس الرياضة أكثر".

### تعزيز ممارسة التمارين الرياضية والنشاط البدني بشكل منتظم
بذلت وزارة الصحة العامة جهوداً لتشجيع ممارسة التمارين الرياضية والنشاط البدني بشكل منتظم منذ عام 2009. تتضمن هذه المبادرات إنشاء زوايا لممارسة التمارين الرياضية في الأماكن العامة داخل المجتمع. لتعزيز النشاط البدني بشكل أكبر، تم إنشاء مسارات للدراجات في جميع أنحاء البلاد. قد أثر هذا بشكل إيجابي على مستويات النشاط البدني بين البالغين التايلانديين، والتي ارتفعت من 66.3% إلى 72.9% بين عامي 2012 و2017.

### الشعب التايلاندي لديه بطن مسطح
تم إطلاق هذه الحملة في عام 2010 بهدف تعزيز استهلاك الغذاء الصحي وممارسة مستويات أعلى من التمارين الرياضية للحد من الأمراض غير المعدية. قد اتبعت الكلية الملكية للأطباء في تايلاند نهجًا مماثلاً لإطلاق "شبكة التايلانديين ذوي البطن الخالية من الدهون" لتقليل الدهون داخل البطن ومتلازمة التمثيل الغذائي للمواطنين التايلانديين.

### شبكة حلوة بما فيه الكفاية
في عام 2010، تم إنشاء شبكة حلوة بما يكفي"Sweet Enough" من قبل قسم صحة الأسنان التابع لوزارة الصحة العامة ، بهدف الضغط من أجل فرض لوائح أكثر صرامة بشأن المشروبات السكرية في تايلاند. دعت هذه الحملة إلى حظر المشروبات السكرية المباعة في المؤسسات التعليمية وكذلك السكر المضاف الموجود في مسحوق الحليب المخصص للأطفال الرضع. ردت الحكومة التايلاندية بتنفيذ حظر وطني على إضافة السكر في مسحوق الحليب المخصص للأطفال الرضع.

### ضريبة السكر على المشروبات المحلاة
في عام 2017، فرض المجلس التشريعي الوطني التايلاندي ضريبة على السكر في المشروبات المحلاة . قد اعتُبر ذلك بمثابة محاولة للحد من مستويات الوزن الزائد والسمنة المرتفعة في البلاد. تخضع المشروبات المحلاة لضريبة استهلاكية بنسبة 14% على سعر البيع المقترح، بالإضافة إلى ضريبة إضافية على محتواها من السكر. ومن المتوقع أن ترتفع ضريبة السكر كل عامين، على مدى فترة 6 سنوات.  ونتيجة لذلك، انخفض استهلاك السكر داخل الدولة بنسبة 3% بين عامي 2017 و2018.

### الميثاق الصحي للرهبان البوذيين
في عام 2017، تم إطلاق ميثاق الصحة للبوذيين، في محاولة لتعزيز الحياة الصحية والحد من مستويات السمنة بين الرهبان التايلانديين. تم تنفيذ هذا بهدف خلق الوعي الذاتي بشأن القضايا الصحية التي تتوافق مع القيم البوذية بالإضافة إلى تثقيف الجمهور حول أهمية الأكل الصحي.